# Tốc độ nổ
Vận tốc nổ(Explosive Velocity) là tốc độ mà sóng chấn động truyền xuyên qua khối chất nổ. Nó thường được đo bằng mét/giây (m/s), nhưng chỉ là phán đoán thô sơ dựa trên lý thuyết về tính chất của khí(xem thêm điều kiện Chapman-Jouguet), còn để đo được vận tốc này trong thực tế là một việc rất khó. Vận tốc này thường đạt vài kilomet/s, như trong trường hợp của nitroglycerin, vận tốc nổ là 7700m/s.
Nếu khối chất nổ được nén lại trước khi nổ (như Trinitrotoluene trong đạn pháo), lực được tạo ra tác dụng lên một diện tích nhỏ hơn, và áp suất được nâng cao lên đáng kể. Kết quả là vận tốc nổ cao hơn rất nhiều so với khi cho nổ trong không khí.

## Vận tốc phát nổ
Vận tốc phát nổ của một chất nổ là mức độ đợt sóng nổ/cháy truyền xuyên qua khối chất nổ. Vận tốc này cũng là độ nhanh của phản ứng hóa học xảy ra hoặc là mức độ của phản ứng. Tốc độ phản ứng được đo bằng feet/giây hoặc mét/giây.
Vận tốc phát nổ điển hình cho chất khí khoảng từ 1800m/s tới 3000m/s. Vận tốc tiêu biểu cho chất nổ rắn khoảng từ 4000m/s tới 10300m/s.